# Shinji Takao
Shinji Takao (高尾紳路; 26 ottobre 1976) è un goista giapponese di grado 9-dan.

## Biografia
Studente di Hideyuki Fujisawa, diventa professionista nel 1991; nel 2005 vince l'Hon'inbō di mezzo punto all'ultima partita. Cho U, Naoki Hane, Keigo Yamashita e Takao compongono il gruppo di giocatori giapponesi chiamato i "Quattro guardiani celesti".

## Rivalità con Keigo Yamashita
La rivalità di Takao con Keigo è iniziata nell'agosto 1986 durante una partita televisiva. La partita è stata la finale dell'All-Japan Elementary School Championship, nel corso della quale Keigo, che all'epoca aveva 8 anni, sconfisse Shinji (9 anni) per conquistare il titolo. La loro rivalità sarebbe continuata, rinnovandosi nel 1996 quando Shinji si vendicò battendo Yamashita nella semifinale dello Shinjin-O, per poi conquistare il titolo sconfiggendo Shinya Nakamura in finale. 
Nel 1998, questa volta nella finale dello Shinjin-O, Yamashita ha battuto Takao 2-1 per conquistare il titolo. Le loro partite per il titolo avrebbero continuato ad andare avanti e indietro, con Takao che ha ottenuto l'ultimo colpo battendo Yamashita nella finale dello sfidante per il Judan nel 2003.

## Titoli e secondi posti
| Nazionali                | Nazionali          | Nazionali                  |
| Titolo                   | Vittorie           | Secondi posti              |
| ------------------------ | ------------------ | -------------------------- |
| Kisei                    |                    | 1 (2012)                   |
| Meijin                   | 2 (2006, 2016)     | 4 (2007, 2010, 2015, 2017) |
| Honinbo                  | 3 (2005-2007)      | 4 (2008, 2009, 2013, 2016) |
| Tengen                   | 1 (2014)           | 1 (2015)                   |
| Jūdan                    | 2 (2008, 2014)     | 3 (2003, 2009, 2015)       |
| Chikurin                 | 1 (2000)           |                            |
| Coppa Agon               |                    | 2 (1999, 2017)             |
| Ryusei                   | 2 (2000, 2004)     |                            |
| Shinjin-O                | 1 (1996)           | 2 (1998, 2002)             |
| NEC Cup                  | 1 (2012)           | 2 (2003, 2007)             |
| Daiwa Cup                | 2 (2006, 2007)     | 1 (2013)                   |
| Daiwa Cup Grand Champion | 2 (2010, 2011)     |                            |
| NEC Shun-Ei              | 2 (2000, 2002)     |                            |
| Shin-Ei                  |                    | 1 (2000)                   |
| Totale                   | 16                 | 20                         |
| Internazionali           |                    |                            |
| Titolo                   | Disciplina         | Piazzamento                |
| Giochi Asiatici 2010     | Maschile a squadre | 3º posto                   |